# Kastenfeld
Kastenfeld ist ein Gemeindeteil des Marktes Mitterfels im niederbayerischen Landkreis Straubing-Bogen.
Die Einöde liegt einen Kilometer nördlich des Ortskerns von Mitterfels und südlich des Reinbachs. Kastenfeld liegt nördlich an der Staatsstraße 2147.

## Geschichte
Der Ort wurde 1832/33, zur gleichen Zeit wie Haidbühl, Kleinkohlham, Reinbach, Spornhüttling, Höllmühl, Reiben und Uttendorf, von der Pfarrei Haselbach nach Mitterfels umgepfarrt.

## Einwohnerentwicklung
| Jahr      | 1838 | 1860 | 1871 | 1875 | 1885 | 1900 | 1913 | 1925 | 1950 | 1961 | 1970 | 1987 |
| --------- | ---- | ---- | ---- | ---- | ---- | ---- | ---- | ---- | ---- | ---- | ---- | ---- |
| Einwohner | 7    | 7    | 5    | 3    | 4    | 3    | 3    | 5    | 6    | 7    | 5    | 3    |